# Rawa Mazowiecka (gmina)
Rawa Mazowiecka est une gmina rurale du powiat de Rawa Mazowiecka, Łódź, dans le centre de la Pologne. Son siège est la ville de Rawa Mazowiecka, bien qu'elle ne fasse pas partie du territoire de la gmina.
La gmina couvre une superficie de 163,98 km2 pour une population de 8 573 habitants.

## Géographie
La gmina inclut les villages de Bogusławki Duże, Bogusławki Małe, Boguszyce, Boguszyce Małe, Byszewice, Chrusty, Dziurdzioły, Gaj, Garłów, Głuchówek, Helenów, Huta Wałowska, Jakubów, Janolin, Julianów, Julianów Raducki, Kaleń, Kaliszki, Konopnica, Księża Wola, Kurzeszyn, Kurzeszynek, Leopoldów, Linków, Lutkówka, Małgorzatów, Matyldów, Niwna, Nowa Wojska, Nowy Głuchówek, Nowy Kurzeszyn, Pasieka Wałowska, Podlas, Pokrzywna, Przewodowice, Pukinin, Rogówiec, Rossocha, Ścieki, Soszyce, Stara Rossocha, Stara Wojska, Stare Byliny, Stary Dwór, Świnice, Wałowice, Wilkowice, Wołucza, Zagórze, Zarzecze, Zawady, Zielone et Żydomice.
La gmina borde la ville de Rawa Mazowiecka et les gminy de Biała Rawska, Cielądz, Czerniewice, Głuchów, Nowy Kawęczyn, Regnów, Skierniewice et Żelechlinek.